# Stefan Schuster (Politiker)

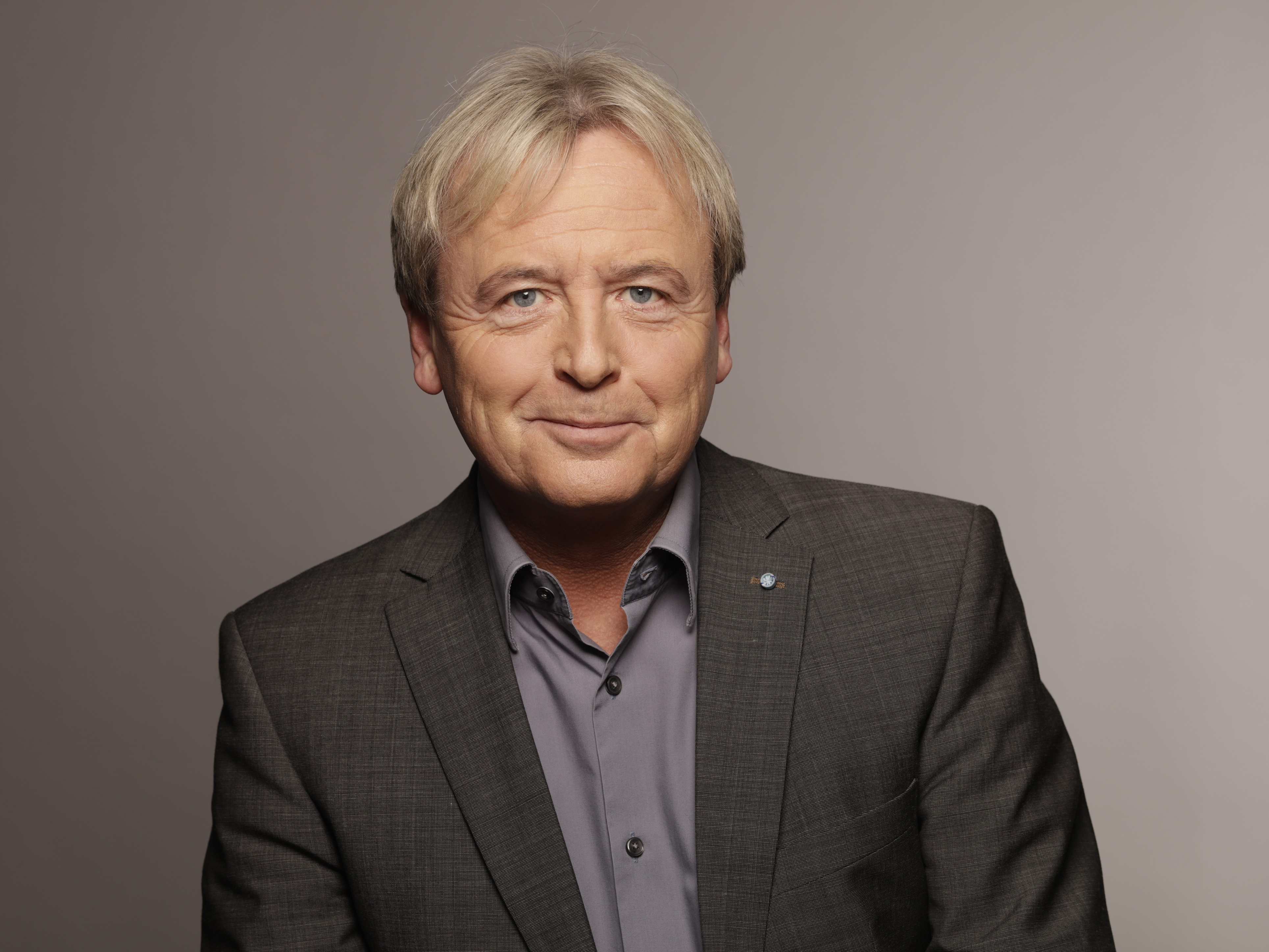
Stefan Schuster (2018)

Stefan Schuster (* 1. September 1959 in Nürnberg) ist ein deutscher Politiker (SPD). Er war von 2002 bis 2023 Mitglied des Bayerischen Landtages.

## Leben
Nach dem Hauptschulabschluss 1974 absolvierte Stefan Schuster eine Ausbildung zum Sozialversicherungsangestellten bei der AOK Nürnberg. Seit 1979 war er als Feuerwehrmann bei der Berufsfeuerwehr Nürnberg tätig, zuletzt als Einsatzleiter. Dort war er Mitglied des Personalrats (seit 1986) und Personalratsvorsitzender (seit 2000). 
Neben seiner Tätigkeit als Landtagsabgeordneter war Stefan Schuster von 2005 bis 2022 Vorsitzender der Landesarbeitsgemeinschaft Bayern Entwicklungshilfe Mali e.V. (LAG Mali). Er ist Aufsichtsratsvorsitzender der Wohnungsbaugenossenschaft „Gartenstadt Nürnberg eG“.

## Politik
Stefan Schuster trat 1977 in die SPD ein, wo er insbesondere in der Arbeitsgemeinschaft für Arbeit aktiv war. Nach der bayerischen Kommunalwahl 2002 rückte er über die Wahlkreisliste Mittelfranken für Eberhard Irlinger in den bayerischen Landtag nach, dem er bis 2023 angehörte. Bis 2008 war er dort Mitglied des Ausschusses für Kommunale Fragen und Innere Sicherheit, Mitglied des Ausschusses für Fragen des öffentlichen Dienstes und stellvertretender Vorsitzender des Parlamentarischen Kontrollgremiums, außerdem war er Sicherheits- und Polizeipolitischer Sprecher der SPD-Landtagsfraktion.
Bei der Landtagswahl 2008 kandidierte er erfolglos im Stimmkreis Nürnberg-West, wurde aber über die Wahlkreisliste Mittelfranken wieder in den Landtag gewählt. Seither war er dort stellvertretender Vorsitzender des Ausschusses für Fragen des öffentlichen Dienstes und für diesen Themenbereich auch Sprecher der SPD-Landtagsfraktion, stellvertretender Vorsitzender des Parlamentarischen Kontrollgremiums und Sprecher der Fraktion für feuerwehrpolitische Fragen. Ab April 2016 war Schuster Vorsitzender der Regionalgruppe der mittelfränkischen SPD-Landtagsabgeordneten. Zuletzt war Schuster Mitglied des Ausschusses für Kommunale Fragen, Innere Sicherheit und Sport im Bayerischen Landtag und Innenpolitischer Sprecher der SPD-Landtagsfraktion. Bei der Landtagswahl 2023 trat er nicht erneut an.

## Ehrungen
- 2006: Ehrensenator der Nürnberger Trichter Karnevalsgesellschaft
- 2017: Bayerischer Verdienstorden[2]
- 2022: Bayerischer Verfassungsorden[3]